# Trinity Bank
Trinity Bank (dříve MPU banka a.s. a Moravský Peněžní Ústav – spořitelní družstvo) je česká banka založená v roce 1996 Radomírem Lapčíkem ve Zlíně. V letech 2013 a 2014 se jednalo o druhou největší záložnu v republice. V dubnu 2015 měla bezmála dvanáct tisíc klientů a bilanční sumu přes deset miliard českých korun. K 1. lednu 2019 se transformovala ze záložny na banku.

## Produkty
Poskytuje klientům běžné účty, vkladové a úvěrové produkty, služby v oblasti platebního styku a internetové bankovnictví.

## Transformace na banku
Moravský peněžní ústav ohlašoval záměr změnit se na banku opakovaně v letech 2011, 2012, 2013 a 2014. O licenci požádal poprvé už v roce 2012, kdy očekával její udělení do dvou let. V roce 2014 oznámil ohledně přeměny na banku plán započít jednání s Českou národní bankou v prvním čtvrtletí roku 2015.
Od ledna 2018 musely všechny záložny s bilancí nad pět miliard korun požádat o bankovní licenci a změnit se na banku. To se týkalo mimo jiné právě Moravského peněžního ústavu, který bilanční sumu pět miliard překračuje dlouhodobě od roku 2009 (v březnu 2015 překročila deset miliard korun). Bankovní licenci získal k 1. lednu 2019.